# Dryopteris adnata
Dryopteris adnata là một loài dương xỉ trong họ Dryopteridaceae. Loài này được Carl Ludwig Blume mô tả khoa học đầu tiên năm 1828.